# (7219) Satterwhite
(7219) Satterwhite est un astéroïde de la ceinture principale.

## Description
(7219) Satterwhite est un astéroïde de la ceinture principale. Il fut découvert le 3 mars 1981 à Siding Spring par Schelte J. Bus. Il présente une orbite caractérisée par un demi-grand axe de 2,63 UA, une excentricité de 0,24 et une inclinaison de 2,1° par rapport à l'écliptique.

## Compléments